# Modiri Marumo
Modiri Marumo (Gaborone, 6 de julho de 1976) é um futebolista botsuanense que atua como goleiro.

## Carreira
Modiri Marumo representou o elenco da Seleção Botsuanense de Futebol no Campeonato Africano das Nações de 2012.